# Leptothorax pallidus
Leptothorax pallidus är en myrart som beskrevs av Cedric A. Collingwood 1961. Leptothorax pallidus ingår i släktet smalmyror, och familjen myror. Inga underarter finns listade i Catalogue of Life.